# اسمیسلوف ۵۴۱۳
سیارک ۵۴۱۳ (به انگلیسی: 5413 Smyslov، نامگذاری:1977EC2) پنج هزار و وچهارصد و سیزدهمین سیارک کشف شده‌است که در ۱۳ مارس ۱۹۷۷ کشف شد.
قدر مطلق سیارک برابر ۱۲٫۱۰ است.